# ホームレス中学生

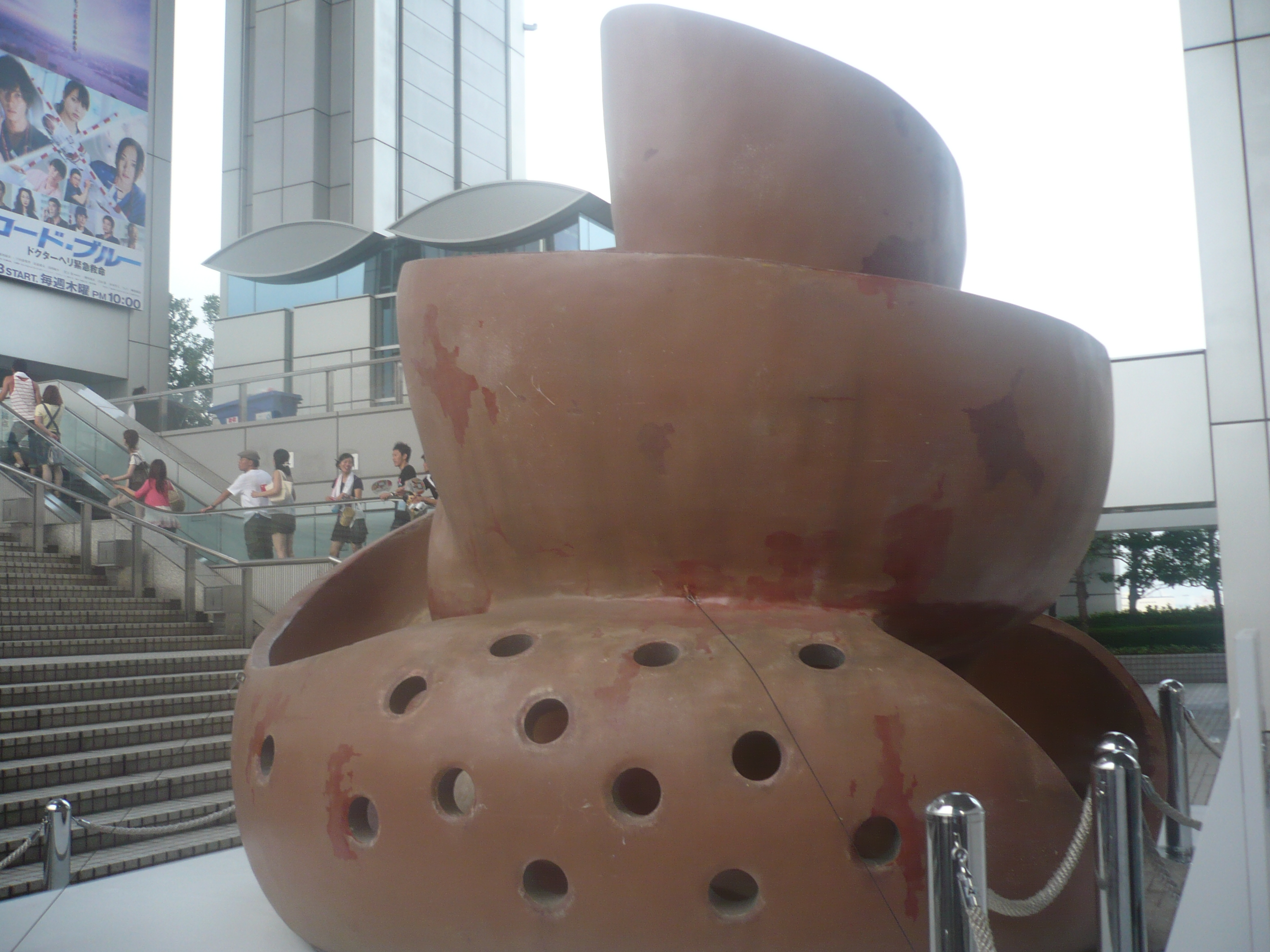
フジテレビ本社に展示されていた、題材となった公園のものを再現した、糞の形をしたすべり台

『ホームレス中学生』（ホームレスちゅうがくせい）は、お笑いコンビ・麒麟の田村裕による自叙伝。2007年8月31日にワニブックスより刊行され、自身の幼少時代から相方の川島明との出会いまでが描かれている。

## 概要
バラエティ番組『人志松本のすべらない話』（フジテレビ）に田村が出演した際、自身の悲惨な生い立ちを語って爆笑を取ったのを見たワニブックスの編集部が田村に依頼したのが、本作執筆の契機である。しかし、この時は田村が文章を書ける能力があるのか疑わしかったため、相方の川島が代筆する予定であったことを後年になって川島自らが明かしている。しかし、最終的には川島が固辞したため、田村が執筆することとなった。
表紙は、田村が公園で生活していた時期に食べたことのある段ボールをモチーフにしている。2008年10月時点で225万部を売り上げており、ワニブックス史上最高の売り上げを記録した。この人気を受けて急遽メディアミックス化が決定し、漫画・映画・ドラマが制作された。
コミックスは2008年1月17日に発売され、韓国や台湾でも出版されることが決定した。同年4月24日には続刊が発売された。よしもとファンダンゴとウェブドゥジャパンにより、携帯電話向け『麒麟・田村の貧乏脱出超作戦』も配信されている。また、田村の兄である田村研一が著した『ホームレス大学生』がワニブックスより2008年10月10日に発売され、本作もドラマ化されている。
前述の通り、本作は大ベストセラーとなったが、田村は2021年1月に受けた週刊女性PRIME内のインタビューにて「（自身の）芸能生活という点では必要のなかったドーピングだったかなと。コンビでジワジワ頑張っていたところ、『ホームレス中学生』というドーピングによって、一気に実力以上の場所に行ってしまい、その反動で僕は落ちてしまったので。あれがなければ芸人としてまた違った結果になったのかなという気もします。」と皮肉にも本作の大ヒットがその後の芸人人生を大きく変えてしまったとして、現在（2021年時点）では本作の出版を後悔していることを明らかにしている。一方、その間にも文句を言わずに支えてくれた川島に感謝しているとも語った。
2024年7月19日には、田村による新作エピソード「お兄ちゃんの痕跡」「うちの子に迎えよう」、研一との対談「思い出、答え合わせ対談」を追加した『新装版 ホームレス中学生』が、ワニブックスより発売予定。小中学生向けに文字を大きくしてふりがなも増やしたほか、帯コメントを川島が担当している。

## 映画
2008年10月25日に東宝の配給により公開。上映時間116分。興行収入6.2億円。
なお、同日にまったく別の作品である『ホームレスが中学生』（城定秀夫監督）が上映開始された。
製作権は東宝が獲得していて、2008年6月に公開予定だったが、製作スケジュールの都合により急遽10月25日公開に変更された。

### キャスト
- 田村裕：小池徹平
- 田村研一（兄）：西野亮廣（キングコング）
- 田村幸子（姉）：池脇千鶴
- 田村京子（母）：古手川祐子
- 田村一郎（父）：イッセー尾形
- 川井よしや（親友）：柄本時生
- 川井正光（父）：宇崎竜童
- 川井道代（母）：田中裕子
- 工藤夏美：黒谷友香
- 西村スミ子：いしだあゆみ
- 徳永えり、キダタロー、紅萬子、笑福亭松之助 ほか

### 主題歌
- 天上智喜//CLIFF EDGE -「Here」

### スタッフ
- 監督：古厩智之
- 脚本：後藤法子、古厩智之
- 音楽：上田禎
- 撮影：藤石修
- 美術：松宮敏之
- 編集：大重裕二
- 録音：日比和久
- 照明：沢田敏夫
- 整音：久連石由文
- 音響効果：柴崎憲治
- VFXスーパーバイザー：小田一生
- VFX：ナイス・デー
- 現像：東京現像所
- アソシエイトプロデューサー：窪田義弘、梅村安
- エグゼクティブプロデューサー：市川南、清水賢治、岡本昭彦
- 総合プロデューサー：臼井央、種田義彦、片岡秀介
- プロデューサー：富田敏家、前田茂司
- 製作者：島谷能成、亀山千広、水上晴司、横内正昭、島本雄二、中沢敏明、周防郁雄
- 製作：「ホームレス中学生」製作委員会（東宝、フジテレビジョン、よしもとファンダンゴ、よしもとクリエイティブ・エージェンシー、ワニブックス、電通、セディックインターナショナル、バーニングプロダクション）
- 制作協力：東宝映像制作部、楽映舎、東映京都撮影所
- 制作プロダクション：セディックドゥ
- 配給：東宝

## テレビドラマ
2008年7月12日に、フジテレビ系列の『土曜プレミアム』内で放送された。放送時間は、21:00 - 23:25（JST）。原作と一部の登場人物の名前や作品の設定が多少異なっている（視聴率：関東地区18.8%・関西地区26.0%・北海道19.1%）。
また2009年4月12日には第2弾が放送された。サイドストーリーである『ホームレス大学生』の事実上の映像化であるが、視聴率は10%を切っている（視聴率：関東地区7.7%）。

### キャスト（テレビドラマ）
第1弾
- 田村裕：黒木辰哉
- 田村幸恵：夏帆
- 田村慎一：田中圭
- 西平明子：高田聖子
- 西平禎一：ほんこん
- 浜理恵：藤本七海
- 鳩のおっちゃん：池乃めだか
- お金を落とすおっちゃん：村上ショージ
- たこ焼き屋の男：ほっしゃん。
- 老年ホームレス：田村裕
- 爽やかな男：小池徹平
- 西平慶太：永嶋柊吾
- 山野哲夫：持丸加賀
- 柿沼精一：金橋良樹
- 山崎彰一：阿部六郎
- 工藤真美：渡辺典子
- 田村道則：内藤剛志
- 田村恵子：薬師丸ひろ子
- 木村隆次：阪田マサノブ
- 桜井千寿、夏秋佳代子、芦沢孝子、上妻成吾　ほか

第2弾
- 田村慎一：田中圭
- 田村幸恵：夏帆
- 田村裕：黒木辰哉
- 奥寺奈央：谷村美月
- 西平明子：高田聖子
- 西平禎一：ほんこん
- 清水健次：山崎樹範
- 奥寺豊子：山口美也子
- 陽気なおっちゃん：チャーリー浜
- 居酒屋店主：Mr.オクレ
- 青空将棋のおっちゃん：島木譲二
- 住民代表：板尾創路
- ホームレス風の男：千原せいじ
- 講師：竹若元博
- 不動産屋：博多華丸
- 金融屋：中川礼二
- 金融屋の部下：西田幸治
- 通行人：清水健次、田村研一
- アフローズ：麒麟
- 参列者：アジアン
- レジに並ぶ男：チャド・イアン・マレーン
- 田村隆一：森喜行
- 田村道則：内藤剛志
- 田村恵子：薬師丸ひろ子
- 唐木ちえみ、榊英訓、咲世子、諸岡立身ほか

### 主題歌（テレビドラマ）
- 天上智喜//CLIFF EDGE－『Here』

### スタッフ（テレビドラマ）
- 原作：田村裕『ホームレス中学生』（第1弾）・田村研一『ホームレス大学生』（第2弾）
- 企画協力：吉本興業
- 脚本：徳永友一
- 演出：武内英樹（#1）、平野眞（#2）
- 音楽：Face 2 fAKE
- ボディスタント：FCプラン
- 第1弾ロケ協力：ちばしフィルムコミッション、八王子フィルムコミッション、神戸フィルムコミッション、千葉市立稲毛高等学校、千葉市立末広中学校、阪堺電気軌道、新世界町会連合会　ほか
- 第2弾ロケ協力：日野市、多摩市、獨協大学、阪神電気鉄道　ほか
- 技術協力：バスク
- 第2弾漫才指導：オバヤン
- 企画：立松嗣章
- プロデュース：三竿玲子
- 制作：フジテレビドラマ制作センター

## エピソード
- 印税や版権などの合計で2億円が最終的な金額になるが[4]、税金として1億2千万円が差し引かれ、実際に田村の手元に残るのは8千万円とのことだが、1年で全額使い切ってしまっている[5]。印税の使い道に関しては「父親のために家を購入する」「お世話になった人に恩返しをする」「吹田市の児童養護施設の子どもたちにおもちゃをプレゼントしたり、母校の後輩で心臓病になってしまった子に寄付をする」など、自分のことよりも他人のためにほとんど使い切ってしまったという[6]。また、後に田村が語った所に寄れば、当時は急に大金を手にしたことによってお金に関するトラブルに巻き込まれる[注釈 1]ことが多くなってしまい、それがストレスだったとも振り返っている[6]。
- 志茂田景樹は「日記の域を出ておらず、すべてにおいて底が浅い」「読んでいて納得いかないことが多い」「リアリティに欠ける」とコメントしている[7][要ページ番号]。
- 麻生太郎は「お笑いタレントが書いた本にこれほど泣かされるとは…」と作品を絶賛している。なお、麻生は本書の帯に推薦文を寄せている[1]。
- やなせたかしは本書の帯に「人々にパンを与えたアンパンマン、ハトからパンを奪った田村君。どちらの話も、みんなに生きる勇気を与えてくれる」と推薦文を寄せている[8]。なお、やなせは本書の後に発売された麒麟の単独ライブDVD「ジラフ」のイラストデザインも手掛けている[9]。

## 受賞歴
- オリコン年間書籍ランキング2007単行本部門：実売部数1位[10]
- オリコン年間書籍ランキング2007タレント本部門：1位[10]
- 「オリコン08年上半期"本"ランキング」 最も売れた本として、選ばれる。